# Мандрыка, Никита Иванович
Никита Иванович Мандрыка (28 сентября 1886, Киев — 20 августа 1977, Виннипег, Канада) — украинский эсер, член Украинской Центральной Рады и Всероссийского учредительного собрания, литературовед, публицист.

## Биография
По происхождению из казаков. Служил волостным писарем, журналистом, работал кооператором. В начале 1900 студент Киевского университета. С 1912 находился под полицейским надзором. Председатель Радомысльской городской управы. С 1917 года член партии украинских социалистов-революционеров, член Центральной Рады. 
С 1914 по 1917 служил в царской армии. В 1917 году проживал городе Радомысль. В 1917 член Украинской Центральной Рады. В конце 1917 года избран во Всероссийское учредительное собрание в Киевском избирательном округе по списку № 1 (украинские эсеры, Селянская спилка, украинские социал-демократы). В 1918 вошёл в Юго-Восточный комитет членов Учредительного собрания.  С 1919 по 1921 исполнял дипломатические поручения правительства Украинской Народной Республики на Дальнем Востоке, в Китае, Японии, Грузии, Турции. В 1919 представлял  Кубанское казачье войско в Японии и на Дальнем Востоке.
Смог продолжить высшее образование только в 1922—1925 годах в Софийском университете в Болгарии, завершил его в Украинском свободном университете в Праге (Чехословакия), где в 1925 году получил научную степень доктора права. Преподавал международное право, историю дипломатии.
Работал научным секретарем Украинского социологического института, по поручению которого 1928 переехал в США, а в 1929 — в Канаду. Один из организаторов общества «Украинское трудовое объединение», редактор журнала «Правда и воля», член редакции и президент (1970—1973) Ячейки украинской культуры и образования в Виннипеге.
Принимал активное участие в создании и деятельности Конгресса украинцев Канады и Украинской свободной академии наук в Канаде. С 1970 по 1973 президент Украинской свободной академии наук (УСАН) в Канаде. Был редактором серий УСАН в Канаде «Литература» и «Украинские ученые» .
Умер в городе Виннипег.

## Сочинения
- «Національні меншості в міжнародному праві» (1925),
- «Історія консульського права й інститутів» (1927),
- «Суспільні антагонізми і їх вплив на історичний процес» (1927),
- «Теорія господарської дипломатії» (1934),
- «Теорія економічної демократії» (1934)
- «Історія української літератури в Канаді», видана англ. мовою (Вінніпег-Оттава, 1968)

### Поэзия

#### Сборники
- «Пісні» двух авторов под псевдонимами Самотного (О. Грузкий) и Гамалии (М. Мандрыка);
- «Пісні про Анемону».
- «Мій сад» (1941) (Канада)
- «Золота осінь» (1958);
- «Радість» (1959);
- «Сонцецвіт» (1965);
- «Вино життя» (1970);
- «Завершення літа» (1975)

#### Поэмы
- «Мазепа» (1960);
- «Канада» (1961);
- «Симфонія віків» (1961);
- «Україна» (1963);
- «Вік Петлюри» (1966)